# 돼지고기두루치기

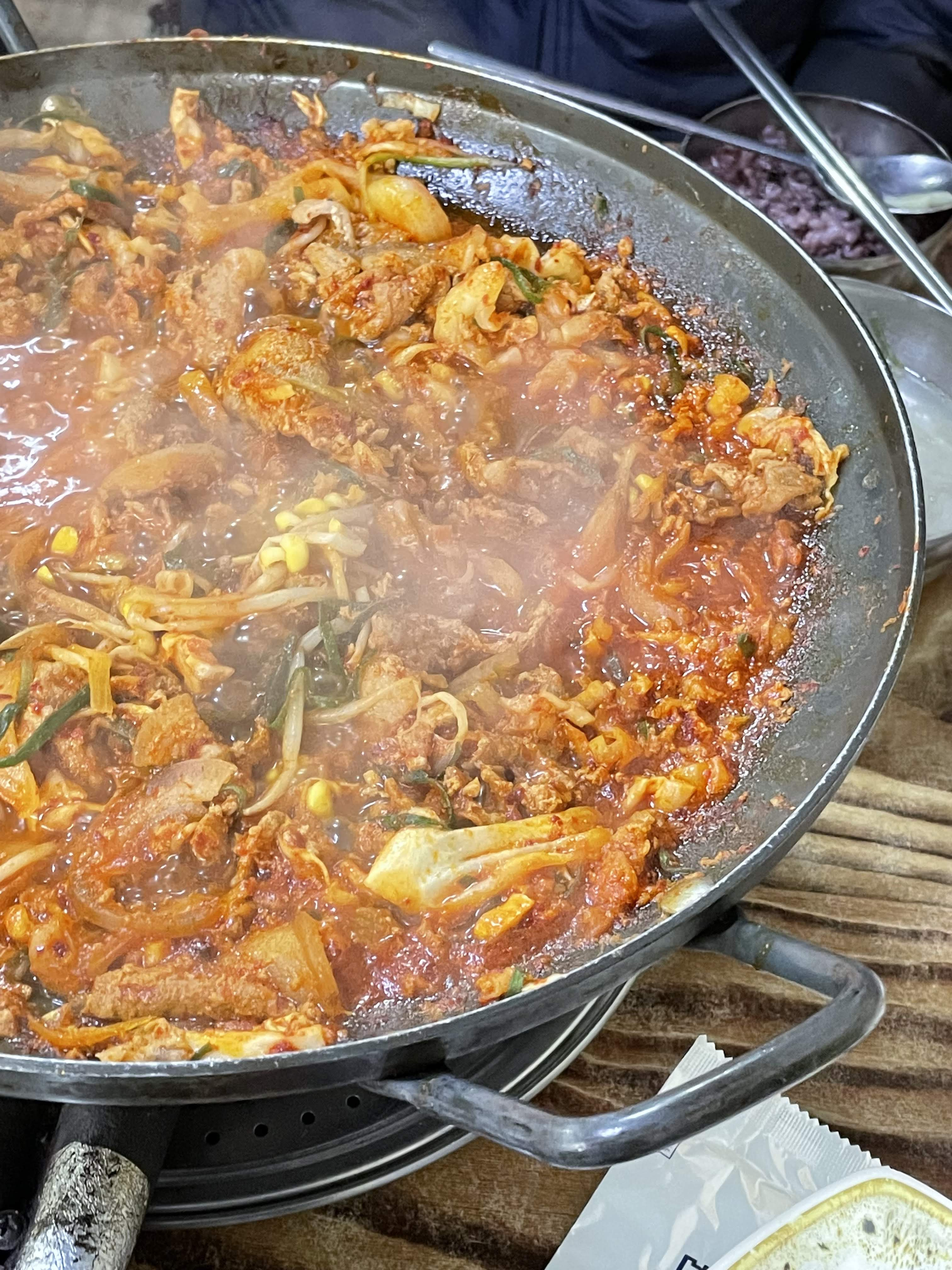
돼지고기 두루치기

돼지고기두루치기는 돼지고기를 넣고 끓인 두루치기이다.

## 같이 보기
- 두부두루치기
- 두루치기